# Rütger Essén
Rütger Thuresson Essén, född 19 mars 1890 i Nyköpings västra församling, Södermanlands län, död 21 februari 1972 i Hägerstens församling, Stockholm, var en svensk diplomat, historiker och pronazistisk skriftställare.

## Biografi
Rütger Essén var son till förste lantmätaren Thure Essén och grevinnan Ellen Wachtmeister. Han var gift första gången 1913–1917 med Anna-Lisa Dahm, andra gången 1918–1946 med översättaren Ingeborg Nordström och tredje gången från 1946 med Birgitta Burman. Tillsammans med sin första hustru hade han barnen Birgit Ekmanner (1913–2008) och Thure Essén; han blev genom dottern morfar till Agneta Ekmanner. I andra giftet hade han barnen Bengt Essén och Marianne Rasmuson.
Essén disputerade för filosofie doktorsgrad 1919 på avhandlingen Den svenska riksdagens tillfälliga utskott (1918). Åren 1916, 1917, 1923 och 1924 var han sekreterare i olika riksdagsutskott, 1916–1917 delegat för svenska Röda korset i Ryssland, 1917–1918 anställd vid utrikesdepartementets avdelning B, chargé d'affaires i Tokyo 1920–1921, och hade särskilda uppdrag i Sibirien 1922. Essén var chef för utrikesavdelningen vid Stockholms Dagblad 1926–1928.
Han medverkade redan 6 juni 1932 i första numret av Vägen Framåt, organ för Riksförbundet Det nya Sverige, vid vilken tidpunkt Essén annars var aktiv i Nationella Arbetsförbundet. Vid Arbetsförbundets uppgående i Sveriges Nationella Ungdomsförbund 1934 blev han sedan aktiv i denna organisation, där han kom att stiga i graderna. Essén deltog i uppropet i december 1937 för Riksföreningen Sverige-Tyskland och deltog även i denna riksförenings sommarting under andra världskriget. Han stannade som förste vice ordförande i Sveriges Nationella Förbund efter brytningen med Per Engdahl och Nysvenska Rörelsen 1941. Efter kriget fortsatte Essén som utrikesredaktör på Dagsposten.
Essén gav ut en rad böcker på så disparata förlag som Bonniers, Verdandi (Verdandis småskrifter) och "Sveriges nationella ungdomsförbunds skriftserie". Bland titlarna märks Stormakternas kamp om Afrika (1936), romanen De släckta metropolerna (1937), Sverige upplever världen: vår politiska historia från sekelskiftet till nu (1935), Sverige, Östersjön och östersjöpolitiken: ett svenskt utrikespolitiskt program (1930), Tolv samtal om tiden, folken och människorna (1932) och Demokratien och dess gärningar (1955). I den sistnämnda boken skriver  Essén: ”Men det nu mera världsomfattande krigspartiets verklige ledare - eller främsta redskap - var dock inte Churchill utan Franklin D Roosevelt, och bakom honom stod judendomen världen runt”.
Mellan augusti 1958 och januari 1971 var Essén redaktör för Dagspostens efterföljare, veckotidningen Fria Ord.[källa behövs]
Rütger Essén är begravd på Norra begravningsplatsen utanför Stockholm.